# Friedrich Karl zu Sayn-Wittgenstein-Hohenstein
Friedrich Karl zu Sayn-Wittgenstein und Hohenstein (* 23. Februar 1766 auf Schloß Wittgenstein bei Bad Laasphe; † 8. April 1837 ebenda) war ein deutscher Fürst aus dem Hause Sayn-Wittgenstein-Hohenstein.

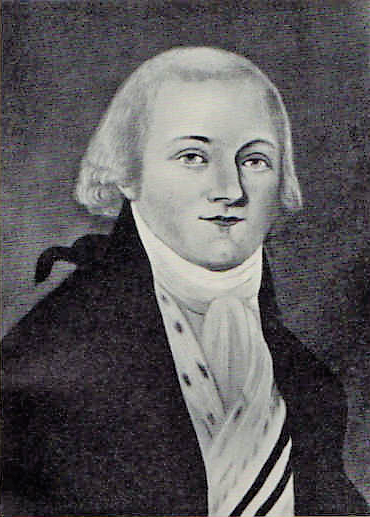
Fürst Friedrich Karl zu Sayn-Wittgenstein-Hohenstein, ca. 1800

## Leben

### Herkunft
Friedrich Karl war ein Sohn von Johann Ludwig Graf zu Sayn-Wittgenstein-Hohenstein (1740–1797) und dessen Frau Friederike Louise Charlotte, geborene Gräfin von Pückler-Limpurg (1746–1772). Er hatte sieben Geschwister. Nach dem Tod seiner ersten Frau im Jahr 1772 heiratete sein Vater am 9. November 1772 deren jüngere Schwester Wilhelmine Henriette Caroline Gräfin von Pückler und Limpurg (1746–1800). Aus dieser Ehe gingen vier weitere Kinder hervor.

### Wirken
Friedrich Karl studierte ab Mai 1786 zusammen mit seinem Bruder Wilhelm Rechtswissenschaften an der Universität Marburg. Am 27. März 1797 trat er die Nachfolge seines Vaters an. Friedrich Karl suchte durch eine Vielzahl von Unternehmungen das eigene Einkommen und das seiner Untertanen zu heben. Hierzu gehörte auch die Erweiterung und Modernisierung eines herrschaftlichen Hammerwerkes am Rande der Stadt Laasphe. Die neue Eisenhütte in der Gemarkung der Gemeinde Kunst Wittgenstein wurde ab 1799 auf seine Veranlassung eingerichtet, kontinuierlich erweitert und trug schon wenig später seinen Namen: Friedrichshütte.
Am 20. Juni 1801 wurden Friedrich Karl und seine Brüder Wilhelm Ludwig Georg und Johann Franz Carl Ludwig 1801 in den Reichsfürstenstand erhoben, nahmen den Fürstentitel aber aufgrund der schlechten wirtschaftlichen Lage der Grafschaft erst 1804 offiziell an. Der Bruder Wilhelm Ludwig Georg regierte das Fürstentum nur nominell mit. Der jüngste Bruder Adolph Ernst Cornelius Alexander wurde am 11. Mai 1813 in den großherzoglich hessischen Fürstenstand erhoben.
Im Jahr 1806 wurde die Grafschaft Sayn-Wittgenstein-Wittgenstein zusammen mit Sayn-Wittgenstein-Berleburg mediatisiert und gehörte ab diesem Zeitpunkt zum Großherzogtum Hessen-Darmstadt.
Fürst Friedrich geriet durch Spekulationen in Verschuldung. 1810 wurde deshalb eine „Großherzoglich Hessische zur Regulierung des Fürstlich Wittgenstein-Wittgensteinischen Schulden-Wesens und zur Administration des Fürstlichen Haus-Vermögens angeordnete Commission“ eingesetzt. Unter Leitung des Solmser Kammerdirektors Karl Wilhelm von Kopp und des Fürsten Wilhelm zu Sayn-Wittgenstein gelang es der Kommission bis 1816, die Schulden von 984000 Gulden auf 620000 Gulden zu reduzieren.
1816 wurde das Fürstentum Sayn-Wittgenstein-Wittgenstein Preußen (Provinz Westfalen) zugeschlagen. Das hatte Theodor von Kretschmann vergeblich zu verhindern gesucht. In der Folge wurde Kretschmann dafür gerichtlich verurteilt. Am 27. März 1824 erhielt Fürst Friedrich Karl eine Virilstimme im ersten Stand des Provinziallandtag der Provinz Westfalen.
Er war Inhaber des Roten Adlerordens.

### Familie
Friedrich verheiratete sich am 1. Juni 1796 mit Friederike Prinzessin zu Schwarzburg-Sondershausen (1774–1806). Aus der Ehe gingen vier Kinder hervor:
- Friedrich Wilhelm (1798–1868)
- Alexander (1801–1874) ⚭ 3. Juni 1828 in Rheda Amalie von Bentheim-Tecklenburg
- Emma Hedwig Auguste Caroline Friederike Louise Sophie Wilhelmine (1802–1862) ⚭ 16. Juni 1844 Curt von Bose (1808–1884)
- Agnes (1804–1866)
 ⚭ 01. November 1822 Oskar Graf von Blome (1795–1884), geschieden 1825
 ⚭ 31. Oktober 1828 Moritz Kasimir von Bentheim-Rheda (1795–1872)

Nach dem frühen Tod seiner ersten Frau ging er am 4. April 1807 mit Luise Henriette Langenbach (1790–1864) eine morganatische Ehe ein, aus der weitere Kinder hervorgingen:
- Christiane Friederike (* 1808)
- Karl Franz Adolf (1809–1866), Eisenhüttenbesitzer
- Caroline Albertine (* 1811)
- Ludwig (* 1813)
- Friederike (1817–1906) ⚭ 1839 mit Friedrich von Gilsa (1808–1886), preußischer Generalmajor
- Friedrich Wilhelm (* 1821)
- Adolf Emil Alexander (1822–1892), preußischer Oberförster

Fürst Friedrich Karl starb am 8. April 1837 im Alter von 71 Jahren. Nachdem sein ältester Sohn Friedrich Wilhelm wegen Krankheit nicht sukzedieren konnte, wurde der zweitälteste Sohn, Alexander zu Sayn-Wittgenstein-Hohenstein nachfolgender Regent.